# Czarna Przełęcz (Tatry)

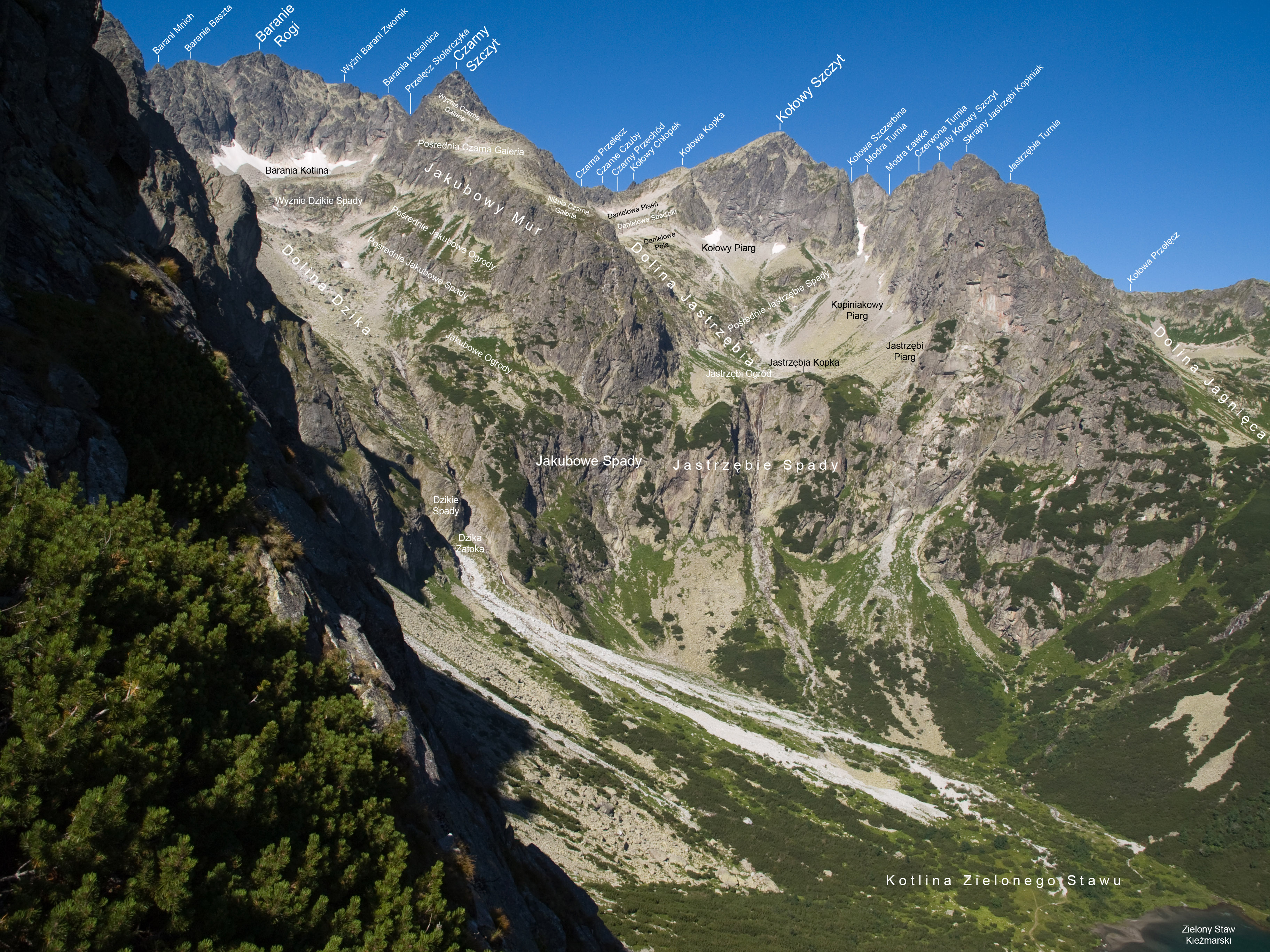
Czarna Przełęcz nad Doliną Jastrzębią (podpisane formacje)

Czarna Przełęcz (słow. Čierne sedlo, Nižné Čierne sedlo, niem. Schwarzseejoch, węg. Fekete-tavi-hágó) – szeroka przełęcz położona w głównej grani Tatr w słowackiej części Tatr Wysokich, na wysokości 2258 m n.p.m. Jest to największe obniżenie grani na odcinku pomiędzy Czarnym Szczytem (Čierny štít, 2429 m) na południu i Kołowym Szczytem (Kolový štít, 2419 m) na północy. Po zachodniej stronie przełęczy znajduje się Dolina Czarna Jaworowa (Čierna Javorová dolina), a po wschodniej – Dolina Jastrzębia (Malá Zmrzlá dolina). Wcześniejsze pomiary określały wysokość przełęczy na 2266 lub ok. 2265 m, a także – ewidentnie błędnie – 2057 m.
Czarna Przełęcz jest najniższym punktem odcinka grani, w którym między Czarnym a Kołowym Szczytem położone są kolejno:
- Wyżni Czarny Karb (Vyšný Čierny zárez),
- Czarny Grzebień (Čierny hrebeň),
- Czarny Karb (Čierny zárez),
- Czarny Kopiniak (Čierna kopa, Čierny kopiniak),
- Czarna Przełęcz (Nižné Čierne sedlo),
- Czarne Czuby (Čierne zuby),
- Czarny Przechód (Čierne sedlo).
- Kołowa Kopka (Kolová kôpka),
- Przełączka za Kołową Kopką (Štrbina za Kolovou kôpkou)[5][7][1].

Z najniższego punktu przełęczy na zachód do Czarnego Bańdziocha w Dolinie Czarnej Jaworowej opada krótki żleb o charakterze małego komina. Do Doliny Jastrzębiej zbiega natomiast trawiasto-skalisty, wąski żleb, pod którym rozlegają się Danielowy Ogród i Danielowe Pola.
Na przełęcz nie prowadzi żaden szlak turystyczny. Przejście przez nią z Doliny Jastrzębiej do Czarnej Jaworowej (lub na odwrót) jest wyraźnie trudniejsze od przejścia przez Czarny Przechód, położony nieco wyżej i około 120 m dalej na północny zachód, w południowej grani Kołowego Szczytu. Najdogodniejsze drogi dla taterników wiodą na siodło granią z Czarnego Przechodu i żlebkiem z Czarnego Bańdziocha.
Pierwsze znane wejścia:
- latem – Alfred Martin i Johann Franz (senior), 16 lipca 1907 r., przy przejściu granią,
- zimą – Adam Karpiński i Konstanty Narkiewicz-Jodko, 4 kwietnia 1928 r., przy przejściu granią.

Niemal wszystkie dawne wejścia na Czarną Przełęcz w rzeczywistości dotyczyły Czarnego Przechodu. Niekiedy Czarną Przełęcz wyjątkowo określano też Niżnią Czarną Przełęczą.